# César González Madruga
César Daniel González Madruga (6 de septiembre de 1984) es un político mexicano miembro del Partido Acción Nacional.
Se desempeñó como Diputado Federal de 2009 a 2012 por el V distrito del Distrito Federal en la LXI Legislatura del Congreso de la Unión . 